# Аскола, Ирья
И́рья Ка́арина А́скола (фин. Irja Kaarina Askola; род. 18 декабря 1952, Лаппеэнранта, Кюми) — первая женщина-епископ Евангелическо-лютеранской церкви Финляндии; возглавляла епархию Хельсинки (2010—2017), церковный поэт.

## Биография
Родилась 18 декабря 1952 года в Лаппеэнранте. Имеет степень магистра теологии, по специальности «социология церкви». Кроме того, продолжала богословские исследований в Германии и США, а также окончила школу церковных лидеров в области экуменического движения в Танзании.
В марте 1988 года получила пасторскую ординацию и стала одной из первых женщин-пасторов в Финляндии.
Её церковная карьера имела следующие вехи:
- 1975 — работа в Лохья в проекте «жизнь сообщества»
- 1975—1981 — Университет Хельсинки ассистент по церковной социологии
- 1981—1991 — церковный колледж в Ярвенпяа
- 1991—1999 — Конференция европейских церквей (Женева, Швейцария)
- 1999—2004 — Диаконический Университет
- 2005—2010 — приходский пастор в Алппила

В 2004 году избрана представителем в церковный совет, а также членом отдела по внешней церковной деятельности Евангелическо-лютеранской церкви Финляндии. До вступления в должность епископа работала в епархии города Эспоо, где исполняла должность секретаря по богословским вопросам при епископе Микко Хейкане (Микко Heikan).
2 февраля 2010 года участвовала в выборах в качестве кандидата на место нового епископа Хельсинки. Во втором туре голосования, который проходил 3 июня 2010 года, она опередила второго кандидата — Матти Поутиайнена (Matti Poutiainen) c перевесом голосов 591 / 567.
Избрание в Финляндии первой женщины-епископа приветствовал генеральный секретарь Всемирной лютеранской федерации Ишмаэль Ноко.
1 сентября 2010 года Ирья Аскола официально вступила в должность и возглавила вторую по величине из девяти епархий финской Евангелическо-лютеранской церкви. Епархия объединяет 40 приходов с 534 тысячами прихожан. В рамках епархии созданы отдельные языковые группы, для которых богослужения проводятся на русском, эстонском, китайском и арабском языках.
12 сентября 2010 года в Хельсинки в кафедральном соборе архиепископ Кари Мякинен в присутствии высших должностных лиц финского государства и иностранных гостей провёл её ординацию во епископа. В своей проповеди епископ Ирья Аскола затронула, в частности, вопрос, связанный с положением женщин.
Осенью 2017 года высказала желание выйти на пенсию. Она холост и бездетен. В интервью журналу Apu в декабре 2024 года он рассказала, что живёт в доме престарелых в Хельсинки.

## Отношение к ЛГБТ
Епископ Ирья Аскола известна своими либеральными взглядами относительно прав гомосексуалов. Она защищает право однополых пар получить благословение церкви после регистрации отношений.
9 июня 2013 года на миссионерском празднике в Выставочном центре Хельсинки, Аскола впервые в истории евангелическо-лютеранской церкви Финляндии благословила однополую пару для миссионерской поездки в район реки Меконг в Юго-Восточной Азии.
В феврале 2017 года вручила премию «Гей 2016 года» 16-летнему подростку Тууре Боэлиусу, что вызвало бурную дискуссию в обществе. Аскола заявила, что не знала о несовершеннолетии победителя и что её функция заключалась только во вручении приза.

## Критика
Католическая церковь в Финляндии в лице епископа Теэму Сиппо высказала сожаление о том, что лютеранским епископом Хельсинки была избрана женщина. В интервью газете «Kotimaa» (Родина) Теэму Сиппо заявил, что избрание женщины на пост епископа Финляндии ещё больше отдаляет церковные общины друг от друга.